# Скуг, Оливия
Оливия Альма Шарлотта Скуг (швед. Olivia Alma Charlotta Schough; род. 11 марта 1991, Фалькенберг, Халланд) — шведская футболистка, полузащитница. Серебряный призёр летних Олимпийских игр 2016 и 2020 года в составе сборной Швеции.

## Клубная карьера
До 2013 года представляла клубы «Фалькенберг» и «Гётеборг», в декабре объявила о переходе в мюнхенскую «Баварию». Покинула клуб летом 2014 года, перейдя осенью в состав «Россиянки», где провела полсезона, сыграв 10 матчей в чемпионате России. Позже перешла в шведский «Эскильстуна Юнайтед».

## Карьера в сборной
Является серебряным призёром чемпионата Европы 2009 года среди девушек не старше 19 лет, выступала на молодёжном чемпионате мира 2010 года. Впервые вызвана в сборную Швеции перед Кубком Алгарве 2013, дебютировала в игре против сборной Китая. Участница Евро-2013 и бронзовый призёр в составе сборной Швеции. В мае 2015 года вместе с Малин Диас и Сарой Тунебру включена в заявку на чемпионат мира в Канаде.

### Голы за сборную
| Гол | Дата             | Место                       | Противник         | Счёт | Итог | Турнир                               |
| --- | ---------------- | --------------------------- | ----------------- | ---- | ---- | ------------------------------------ |
| 1   | 19 июня 2014     | Фарерские острова, Торсхавн | Фарерские острова | 0:2  | 0:5  | ЧМ-2015 (отборочный турнир)          |
| 2   | 17 сентября 2015 | Молдавия, Орхей             | Молдова           | 0:1  | 0:3  | ЧЕ-2017 (отборочный турнир)          |
| 3   | 22 сентября 2015 | Швеция, Гётеборг            | Польша            | 2:0  | 3:0  | ЧЕ-2017 (отборочный турнир)          |
| 4   | 9 марта 2016     | Нидерланды, Роттердам       | Нидерланды        | 1:1  | 1:1  | Олимпийские игры (отборочный турнир) |
| 5   | 21 июля 2016     | Швеция, Кальмар             | Япония            | 1:0  | 3:0  | Товарищеский матч                    |
| 6   | 21 октября 2016  | Швеция, Гётеборг            | Иран              | 3:0  | 7:0  | Товарищеский матч                    |
| 7   | 21 октября 2016  | Швеция, Гётеборг            | Иран              | 5:0  | 7:0  | Товарищеский матч                    |
| 8   | 21 октября 2016  | Швеция, Гётеборг            | Иран              | 6:0  | 7:0  | Товарищеский матч                    |

## Достижения

### Клубные
- Обладательница Кубка Швеции: 2011, 2012 (Гётеборг)
- Обладательница Суперкубка Швеции: 2013 (Гётеборг)

### В сборной
- Серебряный призёр летних Олимпийских игр: 2016, 2020